# Bonanno (famiglia)
La famiglia Bonanno è una delle Cinque famiglie che controllano le attività della Mafia italo-americana a New York, famiglia di origine Arbëreshë; prende il nome da uno dei suoi boss più potenti, Joseph Bonanno, detto Joe Bananas.

## Storia

### Le origini
Le origini della cosca sono da individuarsi a Castellammare del Golfo, in provincia di Trapani, luogo di nascita della maggior parte dei suoi componenti iniziali. Il clan venne fondato da Giuseppe Bonanno, ma quando questi venne ucciso dal rivale clan Buccellato, le redini della cosca passarono nelle mani del fratello Salvatore, il padre del futuro boss Joe Bonanno. Nel frattempo Stefano Magaddino, storico alleato dei Bonanno, arrivò a New York e divenne un importantissimo membro della cosca. Tuttavia, nel 1921 Magaddino dovette lasciare New York per Buffalo e il clan passò prima sotto le egida di Nicolò Schirò ed in seguito sotto il potentissimo Salvatore Maranzano.

### Da Salvatore Maranzano a Joseph Bonanno
Maranzano però entrò presto in conflitto con Joe Masseria, scatenando la cosiddetta «Guerra castellammarese», che terminò il 15 aprile 1931, quando Joe Masseria venne assassinato su ordine del suo uomo di fiducia Lucky Luciano.
Uscito vittorioso dal conflitto, Maranzano convocò un incontro a Chicago ospitato da Al Capone, in cui celebrò la vittoria e si fece eleggere «capo dei capi». Maranzano però considerava pericolosi Lucky Luciano insieme ai suoi alleati non-siciliani Vito Genovese, Joe Adonis, Frank Costello e gli ebrei Meyer Lansky e Bugsy Siegel, decidendo in segreto di farli assassinare. Il 10 settembre 1931 tuttavia Maranzano fu ucciso a coltellate e colpi di pistola nel suo ufficio a Park Avenue da 4 killer spacciatisi per agenti del fisco.
A seguito dell'assassinio di Salvatore Maranzano durante la guerra Castellammarrese del 1931, Joseph Bonanno sviluppò la sua organizzazione con base a Brooklyn e diventò ben presto uno dei più giovani esponenti del Sindacato nazionale del crimine all'età di 26 anni. Nonostante fosse una delle famiglie più piccole, grazie all'abilità e alle grandi doti organizzative di Bonanno, diventò la 2° più importante famiglia delle cinque famiglie newyorkesi per quasi un trentennio. Joseph Bonanno iniziò ad avere rapporti anche con Joe Profaci e con la famiglia di Buffalo, controllata da suo cugino Stefano Magaddino.

### Guerra dei Banana (Banana's War)
Fu proprio con il matrimonio tra Rosalia Profaci, e Salvatore "Bill" Bonanno, figlio di Joseph, che i Profaci ed i Bonanno incominciarono ad organizzare l'eliminazione di Carlo Gambino, Vito Genovese e Gaetano Lucchese, boss delle rispettive famiglie. Ma la cospirazione fu scoperta, a causa della defezione di Joseph Colombo, incaricato degli omicidi, che rivelò il piano ai diretti interessati. Di conseguenza, nel 1964, Joseph Bonanno si ritirò in Arizona per evitare il peggio e la Commissione nominò Gaspar DiGregorio, vecchio capodecina di Bonanno, alla guida della famiglia. La situazione portò la famiglia a spaccarsi in due fazioni: i lealisti di Bonanno, guidati da Joe Bonanno, il figlio Bill e il cognato di Joe, Frank LaBruzzo, ed i sostenitori di DiGregorio. Dopo due anni di guerra per le strade, la tensione ebbe il suo culmine nel 1966, quando Bill Bonanno subì un attentato dai sostenitori di DiGregorio. Tuttavia l'attentato fallì e successivamente la Commissione rimosse DiGregorio dalla leadership della famiglia, ponendovi Paul Sciacca. Ma le ostilità cessarono solo quando Joe Bonanno subì un attacco di cuore nel 1968, le acque si calmarono e Joe ottenne, caso pressoché unico nella storia, il suo ritiro dalla mafia, limitandosi alla posizione di "anziano statista" del crimine organizzato. Anche Bill abbandonò New York, ritirandosi con i familiari a Tucson, in Arizona.

### Cronologia degli scontri
- 3 ottobre 1964 - Joseph Bonanno, capo della famiglia, mette in scena la sua stessa scomparsa, dopo aver appreso che la Commissione aveva scoperto i suoi piani per prendere il controllo delle Cinque Famiglie. Bonanno nomina Bill, il figlio laureato, come suo consigliere e facente funzioni di boss, generando il risentimento nei soldati e nei capi. Joe Bananas non riappare in pubblico per altri 18 mesi.
- 21 ottobre 1964 - Carlo Simari, soldato dei Bonanno, viene ucciso a colpi di arma da fuoco a Brooklyn, fuori dalla sua casa.
- 12 gennaio 1965 - Joe Bonanno viene arrestato dall'FBI per non essere comparso davanti ad un Grand jury. Viene rilasciato su cauzione a febbraio.
- 10 febbraio 1965 - Joe Badalamonte, soldato della fazione DiGregorio-Sciacca, viene ucciso a colpi di arma da fuoco nel quartiere di Bay Ridge, a Brooklyn.
- 15 marzo 1965 - Bill Bonanno, Little Joe Notaro, John Morales e il boss di strada Frank LaBruzzo vengono attaccati con colpi d’arma da fuoco mentre si dirigono ad un incontro di pace a Manhattan.
- 18 marzo 1965 - Joe Bonanno incontra la Commissione, che gli comunica di essere contro di lui e di avere nominato DiGregorio come boss della famiglia. Bonanno andrà in esilio per i prossimi 14 mesi.
- 28 gennaio 1966: L'agguato di Troutman Street. Bill Bonanno, con il suo entourage, viene convocato nella casa di uno zio, in Troutman Street a Brooklyn, per negoziare una tregua. Ma per uno spostamento dell’incontro e per la prudenza, al limite della paranoia, che Bill ha imparato dal padre, si accorge degli uomini che stanno per tendergli un agguato e riesce a scampare ai cecchini sui tetti e agli uomini appostati nella cabine telefoniche e dietro alle bancarelle della frutta. Miracolosamente, nessuno rimane ucciso ma la sparatoria che segue l’agguato in una strada del quartiere Bushwick di Brooklyn ha ispirato una scena classica nel film “Il padrino” parte seconda, mentre l'ambizione di Bonanno di impadronirsi con la forza delle Cinque Famiglie ha ispirato una parte della trama de “Il padrino” parte terza.
- 24 aprile 1966 - La casa nel Bronx di Joseph Notaro esplode per una bomba.
- 19 maggio 1966 - Joe Bonanno torna a New York dopo quasi due anni di clandestinità per radunare le sue truppe. Sostiene che dal 1964 è stato rapito dagli uomini della famiglia Magaddino di Buffalo. In quegli stessi giorni Bonanno compare, accompagnato da alcuni dei suoi uomini più fedeli, davanti ad una Commissione Federale d'inchiesta e decide di festeggiare il suo ritorno a New York andando a mangiare al famoso ristorante italiano La Scala in centro città a Manhattan. Subito dopo un brindisi Notaro accusa un dolore al petto e cade a terra, morendo immediatamente per un grave attacco cardiaco.
- 13 luglio 1966 - Il capo del sindacato Frank Mari, uno degli uomini più importanti della fazione DiGregorio-Sciacca, viene colpito nel quartiere di Bay Ridge a Brooklyn, ma sopravvive.
- 17 marzo 1967 - John Biello, uno dei capi della famiglia Genovese viene ucciso per ordine di Bonanno, per essere fra coloro che hanno denunciato alla Commissione i suoi piani per assassinare tre dei suoi membri. Biello, ex proprietario della discoteca Peppermint Lounge di Times Square, famosa negli anni dal 1958 al 1965, gestiva gli affari dei Genovese in Florida e fu ucciso a Miami.
- 25 ottobre 1967 - Vince Cassese e Vince Garofalo, leali alla fazione di Bonanno, vengono uccisi a colpi di fucile davanti a una panetteria di Brooklyn. Il fratello maggiore di Garofalo era un consigliere di fiducia di Joe Bonanno ed uno dei più grandi capi del traffico di narcotici della mafia americana.
- 10 novembre 1967: Il massacro di Cypress Gardens - Gaetano D'Angelo, James D'Angelo e Frank Telleri, capitani della fazione DiGregorio-Sciacca, vengono uccisi con delle raffiche di mitra nel ristorante Cypress Gardens a Ridgewood, nel Queens.
- 4 marzo 1968 - Pietro Crociata, "underboss" della fazione DiGregorio-Sciacca, viene aggredito a colpi d’arma da fuoco mentre esce dalla sua auto ad un angolo di strada a Manhattan. L’attentato lo convince a ritirarsi dall’attività criminale.
- 11 marzo 1968 - Salvatore Perrone, guardia del corpo di Bill Bonanno, viene ucciso a colpi di arma da fuoco mentre sta acquistando le sigarette in un negozio a Brooklyn, dall'altra parte della strada della sua società di trasporti.
- 1 aprile 1968 - Mike Consolo, soldato della fazione DiGregorio-Sciacca, viene ucciso dopo essere comparso in tribunale per i fatti dell'agguato di Troutman Street di due anni prima. Consolo viene ucciso a colpi di arma da fuoco mentre sale in macchina a pochi isolati dal tribunale. Ci sono sospetti che sia stato ucciso dalla sua fazione, per aver considerato di allearsi con la fazione dei Bonanno.
- 5 aprile 1968 - Billy Gonzales, in società con i Bonanno e miglior amico di Salvatore Perrone, viene ucciso nel Bronx mentre rientra a casa.
- 17 aprile 1968 - Francisco Crociata, soldato dei DiGregorio-Sciacca e fratello di Pietro, viene ucciso a colpi d’arma da fuoco nel Rossini Democratic Social Club di Brooklyn, mentre beve un espresso.
- 22 luglio 1968 - La casa di Joe Bonanno a Tucson viene attaccata con armi da fuoco ed un candelotto di dinamite viene gettato nel caminetto.
- 18 settembre 1968 - Frank Mari, da poco nominato “underboss” della fazione DiGregorio-Sciacca, e il consigliere Michael Adamo vengono uccisi. Scompaiono dopo essere stati visti al bar The 19th Hole, nel quartiere Dyker Heights di Brooklyn.
- 23 settembre - 28 ottobre 1968 - Una serie di attentati dinamitardi colpiscono i lealisti di Bonanno e le loro attività a Tucson.
- Novembre 1968 - Joe Bonanno, cha all’inizio dell’anno è sopravvissuto al suo terzo attacco di cuore, lascia la guida della famiglia che ha costruito e guidato per oltre 35 anni e si stabilisce definitivamente in Arizona.
- 6 febbraio 1969 - Tommy Zummo, soldato dei DiGregorio-Sciacca, è l'ultimo caduto nella guerra, ucciso a colpi di arma da fuoco nella hall del condominio della sua ragazza, nel Queens. L’omicidio, che segnò la fine della guerra, rappresentò il "battesimo del fuoco" di Joseph Massino, che negli anni 90 diventerà capo della famiglia Bonanno. Massino, dopo essere stato un potente boss mafioso, è diventato collaboratore di giustizia ed ha vissuto la fine della sua vita nel Programma protezione testimoni dell’FBI.
- L'omicidio di Gaspare Magaddino, nel 1970, potrebbe essere uno strascico residuo della guerra, ed è rimasto irrisolto. Magaddino aveva legami familiari in entrambe le fazioni ed aveva fatto parte del gruppo di fuoco nel massacro di Cypress Gardens.[1]

Sotto la leadership di Sciacca, la famiglia si riprese pian piano, fino al ritiro di Sciacca nel 1971. A Sciacca successe Natale Evola, che però governò brevemente dal 1971 fino al 1973, anno in cui morì. Philip "Rusty" Rastelli fu il successore della famiglia Bonanno dopo la morte di Natale Evola nel 1973.

### Philip Rastelli e "Lilo" Galante
Dopo la morte di Natale Evola nel 1973, tutti i capodecina della famiglia nominarono come successore Philip Rastelli. Rastelli fu arrestato nel 1973 e condannato nel 1975 a dieci anni. Durante il suo regno la famiglia godette di un momento di prosperità.
Carmine Galante funse da boss reggente mentre Rastelli era in carcere. Galante tuttavia era ben più brutale ed avido, ed incominciò a colpire le altre famiglie nel tentativo di monopolizzare il traffico di eroina negli Stati Uniti. Galante lottò per il controllo della famiglia con Rastelli e diede nuovo vigore alla faida contro i Gambino. Dopo la morte di Carlo Gambino nel 1976, Galante iniziò una nuova faida con la famiglia Genovese per quanto riguardava il traffico di droga che sfociò nella morte di alcuni membri del clan Genovese. Le Cinque Famiglie, stanche dalla sua ingordigia, ne organizzarono l'omicidio e Galante fu ucciso il 12 luglio 1979 al ristorante "Joe and Mary" di Brooklyn, con diversi colpi di pistola e fucile.
Salvatore "Sally Fruits" Farruggia, che era stato anche nella Commissione di Cosa Nostra, divenne boss reggente della famiglia e nel 1983 Rastelli, uscito di prigione, tornò alla guida.
Con l'intraprendenza di Rastelli la famiglia espanse le operazioni, fino ad includere ristoranti e caffè dove, dietro una facciata apparentemente legale, si espanse anche il narcotraffico attraverso la cosiddetta Pizza Connection. Alcuni anni dopo, nella famiglia entrò l'agente FBI infiltrato Joseph D. Pistone, meglio conosciuto come Donnie Brasco. Grazie alla sua collaborazione, circa 120 membri della famiglia furono arrestati e condannati, arrivando quasi alla distruzione della stessa verso la fine degli anni '70.
Nel 1985 Rastelli iniziò a perdere il controllo sulle attività della famiglia, in particolare quando grossi gruppi di affiliati rimasero coinvolti sempre più nel traffico di droga, contravvenendo ai suoi ordini. Nel 1986 Rastelli fu arrestato e condannato in base alla RICO. Morì in prigione nel 1991.

### Joe Massino e la caduta
Il successore di Rastelli, Joseph "Big Joey" Massino diede alla famiglia uno sbalzo di potere. Non solo riuscì a far rientrare la famiglia nella Commissione (anche grazie all'amicizia tra Massino e John Gotti), da cui era stata espulsa negli anni '70, ma riuscì anche a depistare le autorità per diversi anni. Tuttavia nel 2003, Massino fu condannato per racket ed omicidio senza possibilità di appellarsi, con la possibilità di sedia elettrica. Nel 2004, Massino divenne così il primo boss americano a pentirsi, testimoniando contro i membri della sua famiglia e svelando la verità dietro all'omicidio di Alphonse Indelicato e Dominick Napolitano ed il coinvolgimento di Vito Rizzuto, potente boss canadese. Queste testimonianze causarono il crollo della famiglia, un tempo la 2° più potente di New York, che venne retrocessa come 3°/4° delle Cinque Famiglie di New York.
Anthony "Tony Green" Urso era il boss reggente dopo l'arresto di Massino nel gennaio 2003. Venne arrestato nel gennaio 2004 per racket ed omicidio, dopo la testimonianza di Massino stesso. La famiglia venne così rilevata da Vincent "Vinny Gorgeous" Basciano, che ha governato fino al 2012 con vari boss reggenti. Basciano venne arrestato nel novembre 2004 per racket ed omicidio, è stato condannato nel settembre 2006. Attualmente il boss risulta essere Michael Mancuso.

## Leadership storica

### Boss (ufficiale e reggente)
- 1908-1911 — Salvatore Bonanno — ritornato in Sicilia nel 1911.
- 1912-1930 — Nicola Schirò — dimessosi nel 1930.
- 1930-1931 — Salvatore Maranzano — assassinato il 10 settembre 1931.
- 1931-1965 — Joseph "Joe Bananas" Bonanno — rimosso dalla Commissione nel 1965, ritiratosi a Tucson nel 1968.
- 1965-1968 — Gaspar DiGregorio — rimosso dalla Commissione nel 1968, morto nel 1970.
- 1968-1971 — Paul Sciacca — arrestato nel 1971, morto nel 1986.
- 1971-1973 — Natale "Joe Diamonds" Evola — morto il 23 agosto 1973.
- 1973-1991 — Philip "Rusty" Rastelli — imprigionato nel 1975-1984 e 1986-1991, morto nel 1991.
  - Reggente 1975-1979 — Carmine "Lilo" Galante — assassinato il 12 luglio 1979.
  - Reggente 1979-1984 — Salvatore "Sally Fruits" Farrugia[2]
  - Reggente 1986-1991 — Anthony "Old Man" Spero
- 1991-2004 — Joseph "Big Joe" Massino — arrestato nel 2003 e diventato testimone governativo nel 2004.
  - Reggente 2003-2004 — Anthony "Tony Green" Urso — imprigionato nel Febbraio 2004.
- 2004-2013 — Vacante — la posizione di boss è stata presa in consegna dai boss di strada.
- 2013-presente — Michael "Mickey Nose" Mancuso — imprigionato nel 2012-2019.
  - Reggente 2013-2014 — Thomas "Tommy D." DiFiore[3]
  - Reggente 2014-2015 - John "Johnny Skyway" Palazzolo

### Boss di strada
Il boss di strada è responsabile di comunicare gli ordini del boss ai membri più bassi della famiglia. In alcuni casi un Triumvirato reggente (composto da vari capidecina) ha sostituito il ruolo di boss di strada. Il boss di strada ha la possibilità di comandare la famiglia se il boss muore, va in prigione o è incapace di comandare la famiglia per un certo lasso di tempo; la stessa pratica vale per i triumvirati reggenti. 
Durante la guerra intestina degli anni 1965-1968, ci furono due boss di strada: Paul Sciacca per i sostenitori di DiGregorio e Frank Labruzzo per i lealisti di Bonanno.
- 1965-1968 — Paul Sciacca — diventa boss nel 1968.
- 1971-1979 — Carmine "Lilo" Galante — assassinato il 12 luglio 1979.
- 1979-1981 — Salvatore "Sal" Catalano — rimosso nel 1981.
- 1981 — Dominick "Sonny Black" Napolitano[4] — assassinato il 17 agosto 1981.
- 2004-2007 — Vincent "Vinny Gorgeous" Basciano — imprigionato per la vita nel 2007.
- 2007-2009 — Salvatore "Sal the Iron Worker" Montagna — deportato in Canada nel 2009, assassinato nel 2011.
- 2009-2010 — Triumvirato reggente — Joseph Sammartino Sr.[5][6], gli altri membri sono sconosciuti
- 2010-2012 — Vincent "Vinny T.V." Badalamenti — imprigionato nel 2012.[7]
- 2012-2013 — Triumvirato reggente — Vincent Asaro, Thomas DiFiore e Anthony Rabito[8]
- 2019-2022 - John Palazzolo
- 2025-presente - Ernest "Ernie" Aiello

### Vicecapo (ufficiale e reggente)
- 1925-1930 — Vito Bonventre — assassinato il 15 luglio 1930.
- 1930-1931 — Angelo Caruso — rimosso dopo l'omicidio di Maranzano nel 1931.
- 1931-1957 — Francesco "Frank Caroll" Garofalo — ritiratosi in Sicilia nel 1957, morto nel 1968.
- 1957-1965 — John "Johnny Burns" Morales — rimosso dalla Commissione nel 1965.
- 1965-1968 — Pietro "Skinny Pete" Crociata — rimosso dalla Commissione nel 1968.
- 1968-1971 — Natale "Joe Diamonds" Evola — diventa boss nel 1971.
- 1971-1973 — Philip "Rusty" Rastelli — diventa boss nel 1973.
- 1973-1979 — Nicholas "Nicky Glasses" Marangello — degradato dopo l'omicidio di Galante nel 1979.
- 1979-1981 — Vacante
- 1981-1991 — Joseph "Big Joe" Massino — imprigionato dal 1984-1988, diventa boss nel 1991.
  - Reggente 1984-1988 — Louis "Louie Ha Ha" Attanasio
- 1991-2004 — Salvatore "Handsome Sal" Vitale — arrestato nel 2003, diventa un informatore nel 2004.
  - Reggente 2001-2003 — Richard "Shellackhead" Cantarella — diventa un informatore nel 2002-2003.[9]
  - Reggente 2003-2004 — Joseph "Joe C." Cammarano Sr.
- 2004-2013 — Nicholas "Nicky Mouth" Santora — arrestato nel 2007, rimosso nel 2013.
  - Reggente 2007-2013 — Vincent "Vinny" Asaro — arrestato in 2013.
- 2013-2015 — Thomas "Tommy D." DiFiore
- 2015-2019 - Joseph Cammarano Jr.
- 2019-2021 - Ernest "Ernie" Aiello
- 2021-presente - John "Johnny Joe" Spirito, Sr.

### Consigliere (ufficiale e reggente)
- 1930-1931 — Frank Italiano — rimosso dopo l'omicidio di Maranzano nel 1931.
- 1931-1940 — Filippo Rappa
- 1940-1964 — John Tartamella — dimessosi nel 1964, morto nel 1966.
- 1964-1965 — Salvatore "Bill" Bonanno — rimosso dalla Commissione nel 1965, ritiratosi a Tucson nel 1968.
- 1965-1968 — Nicolino "Nick" Alfano — rimosso dalla Commissione nel 1968.
- 1968-1971 — Philip "Rusty" Rastelli — promosso a sottocapo nel 1971.
- 1971-1979 — Stefano "Stevie Beefs" Cannone — degradato dopo l'omicidio di Galante nel 1979.
- 1979-1981 — Vacante
- 1981-2001 — Anthony "Old Man" Spero — imprigionato a vita nel 2001, morto nel 2008.[10][11]
  - Reggente 1999-2001 — Anthony Graziano
- 2001-2011 — Anthony "T.G." Graziano — imprigionato nel 2001 e nel 2003-2011, degradato nel 2011.
  - Reggente 2001-2003 — Anthony "Tony Green" Urso — promosso a boss reggente nel 2003.
  - Reggente 2003-2007 — Anthony "Fat Tony" Rabito — imprigionato nel 2007.
- 2010-2015 - Anthony "Fat Tony" Rabito
- 2015-2017 - Vincent "Vinny T.V" Badalamenti
- 2017-2018 - Simone Esposito
- 2018-2019 — John (Porky) Zancocchio
- 2019-2022 - Vincent "Vinny TV" Badalamenti
- 2023-presente - Anthony "Bruno" Indelicato
  - Reggente 2023-attualmente - Ernest "Ernie" Aiello

### Membri attuali
Fazione delle regine :
- Jerome "Jerry" Asaro
- Anthony "Little Anthony" Pipitone

 Fazione di Brooklyn :
- Joseph "Joe Desi" DeSimone
- Leonard " Leon" Silvestri

 La fazione del Bronx :
- Ernest "Ernie" Aiello

 Fazione di Staten Island :
- Joseph "Joe Valet" Sabella

 Fazione di Long Island :
- John "Johnny Mulberry" Sciremammano

 Fazione del New Jersey :
- Louis "Louis the Leg-Breaker" Civello Sr.

### Soldati
- Agostino Gabriele
- Sandro Aiosa
- Vincent "Vinny" Asaro
- Louis "Louie Ha Ha" Attanasio
- Vincent "Vinny TV" Badalamenti
- Vito Badamo
- Anthony Calabrese
- Joseph "Joe Saudners" Cammarano Jr.
- Salvatore "Toto" Catalano
- John "Big John" Contello
- Louis "Louie Electric" DeCicco
- Thomas "Tommy D" DiFiore
- Vincent "Vinny Bionics" DiSario
- Thomas Fiore
- Anthony "Anthony Stutters/The Hat" Frascone
- Anthony "Tony Black" Furino
- Joseph Indelicato
- Joseph "Joe Lefty" Loiacono
- Pasquale "Patty Boy" Maiorino
- Anthony "Anthony from Elmont" Mannone
- Vito Pipitone
- Frank Porco
- Anthony "Fat Tony" Rabito
- William "Willie Glasses" Riviello
- Frank "Frankie Boy" Salerno
- Joseph "Sammy" Sammartino Sr.
- Anthony "Scal" Sclafani
- John "Johnny Joe" Spirito Jr.
- Anthony "Tony Green" Urso
- John "Porky" Zancocchio
- Fabrizio "The Herder" DeFrancisci
- Albert "Al Muscles" Armetta
- Anthony "Ace" Aiello
- Baldassare "Baldo" Amato
- Gino Galestro
- Ronald "Ronnie G" Giallanzo
- Anthony "Bruno" Indelicato
- Stephen "Stevie Blue" Locurto
- Thomas Pitera

### Fazioni della Guerra dei Banana (Banana's War)
Nella guerra che vide coinvolta la famiglia Bonanno le fazioni furono così suddivise:
Lealisti di Bonanno
- Boss — Joseph "Joe Bananas" Bonanno
- Boss di strada — Frank Labruzzo
- Sottocapo — John "Johnny Burns" Morales
- Consigliere — Salvatore "Bill" Bonanno

Sostenitori di DiGregorio
- Boss — Gaspar DiGregorio
- Boss di strada — Paul Sciacca
- Sottocapo — Pietro "Skinny Pete" Crociata
- Consigliere — Nicolino "Nick" Alfano

## Testimoni e informatori governativi
| Nome                                      | Titolo e anno         |
| Christian "Chris Paciello" Ludwingsen     | associato (1993)      |
| Michael "Mikey Y" Yammine                 | associato (2001)      |
| Joseph Calco                              | soldato (2001)        |
| Frank Coppa                               | capo (2002)           |
| Paul "Paulie" Cantarella                  | soldato (2002)        |
| Richard "Shellackhead" Cantarella         | capo (2002)           |
| Joseph "Joey Moak" D'Amico                | soldato (2003)        |
| Frank Lino                                | capo (2003)           |
| James "Big Louie" Tartaglione             | capo (2003)           |
| Salvatore Salvatore "Handsome Sal" Vitale | sottocapo (2003-2004) |
| Duane "Goldie" Leisenheimer               | associato (2004)      |
| Joseph "Big Joe" Massino                  | boss (2004)           |
| Nicholas "P.J" Pisciotti                  | soldato (2007)        |
| Dominick Cicale                           | capo (2007)           |

## Nella cultura di massa
- Nel romanzo del 1969 Il padrino e nel film omonimo del 1972, la famiglia Corleone è ispirata alle reali famiglie Bonanno e Genovese: lo stesso Vito Corleone (Marlon Brando) è ispirato parzialmente a Joseph Bonanno, mentre il figlio Michael (Al Pacino) è ispirato a Salvatore "Bill" Bonanno, figlio di Joseph.
- Nel libro Onora il padre del giornalista italo-americano Gay Talese sono descritte molte vicende della Famiglia Bonanno, in particolare quelle verificatesi prima e durante la Bananas War e diversi aspetti della vita privata di Salvatore Bonanno.
- Nel film del 1997 Donnie Brasco, si narrano le reali, seppur parzialmente fittizie, vicende dell'agente dello FBI Joe Pistone (Johnny Depp), che accetta di infiltrarsi nella famiglia Bonanno, trovandosi però anche legato in termini di amicizia e fiducia con i mafiosi su cui indaga, specie Benjamin Ruggiero (Al Pacino).[12]
- Nel videogioco GTA IV del 2008 la famiglia Messina è basata sulla famiglia Bonanno. Come i Bonanno, hanno una salda alleanza con la famiglia Gambetti (basata sui Gambino), hanno sede a Dukes (basata sul Queens di NYC) e sono particolarmente attivi nel settore delle costruzioni.